# Semiothisa nundinata
Semiothisa nundinata là một loài bướm đêm trong họ Geometridae.